# Антония Старша
Антония Старша (на латински: Antonia Maior; * 39 г. пр.н.е., Атина; † 32) е дъщеря на Марк Антоний и Октавия Младша, племенница на Октавиан Август и впоследствие баба на император Нерон.

## Произход
Антония е трето дете в семейството на Марк Антоний, първа дъщеря и първо негово дете от Октавия Младша, сестра на Октавиан. Родът на Антониите се отнася към плебейското съсловие.
Антония е родена в Атина през 39 пр.н.е., където Марк Антоний и Октавия живеят по това време.

## Живот
През 36 г. пр.н.е., след раждането на Антония Младша, Октавия с децата, по искане на Октавиан пристига в Рим. Момичетата се възпитават от майка си, но голямо участие в тяхната съдба вземат Октавиан и неговата жена Ливия.
Около 25 г. пр.н.е., шест години след смъртта на Марк Антоний, Антония се омъжва за Луций Домиций Ахенобарб, консул през 16 г. пр.н.е., син на Гней Домиций Ахенобарб и Емилия Лепида, произхождащ от плебейския род на Домициите. Предполага се, че от този брак двойката има 3 деца:
- Домиция Лепида Старша – омъжва се за Децим Хатерий Агрипа, консул 22 г., и за Гай Салустий Пасиен Крисп, консул-суфект през 27, проконсул на провинция Азия, консул 44 г.
- Гней Домиций Ахенобарб (консул 32 г.), баща на император Нерон.
- Домиция Лепида Младша – омъжва се три пъти, вкл. за Марк Валерий Месала Барбат, от когото ражда Месалина.

Изображение на Антония може да се види на „Олтарът на мира“ (на латински: Ara Pacis) издигнат в Рим на 30 януари 9 г. пр.н.е. Четвъртата фигурна вдясно, стояща зад две детски фигури – това е Антония Старша и двете ѝ деца – Домиция Старша и Гней Домиций. Вдясно от нея е мъжът ѝ, Луций Домиций.
Съществува и теория, основана на написаното от Светоний, че двойката няма три, а пет деца. Първа е голямата дъщеря Домиция, която е родена около 23 пр.н.е. и на 10-годишна възраст е изобразена на Олтарът на мира. Тя умира още като дете.
Предполага се, че Домиция е имала и по-голям брат, Луций Домиций, роден около 20 пр.н.е. За него Светоний пише, че е съпровождал Гай Цезар в неговия поход от 1 г. пр.н.е., но е позорно изгонен от свитата заради убийство.
Датата на смъртта на Антония не е определена със сигурност. Според Тацит, към момента на смъртта на мъжа си през 25 г., тя вече не е сред живите. Според Сенека обаче, Антония умира през 32 г.